# Brighton & Hove Albion FC
Brighton & Hove Albion FC, cunoscut și ca Brighton, este un club de fotbal din Brighton & Hove, Anglia, care evoluează în Premier League.

## Lotul actual
La 1 august 2025.
| Nr. |               | Poziție | Jucător               |
| --- | ------------- | ------- | --------------------- |
| 1   | Țările de Jos | P       | Bart Verbruggen       |
| 2   | Ghana         | F       | Tariq Lamptey         |
| 3   | Brazilia      | F       | Igor Julio            |
| 4   | Anglia        | F       | Adam Webster          |
| 5   | Anglia        | F       | Lewis Dunk (căpitan)  |
| 6   | Țările de Jos | F       | Jan Paul van Hecke    |
| 7   | Anglia        | M       | Solly March           |
| 8   | Germania      | M       | Brajan Gruda          |
| 9   | Grecia        | A       | Stefanos Tzimas       |
| 10  | Franța        | A       | Georginio Rutter      |
| 11  | Gambia        | M       | Yankuba Minteh        |
| 13  | Anglia        | M       | Jack Hinshelwood      |
| 14  | Anglia        | M       | Tom Watson            |
| 17  | Camerun       | M       | Carlos Baleba         |
| 18  | Anglia        | A       | Danny Welbeck         |
| 19  | Grecia        | A       | Charalampos Kostoulas |
| 20  | Anglia        | M       | James Milner          |
| 21  | Franța        | F       | Olivier Boscagli      |

| Nr. |                   | Poziție | Jucător            |
| --- | ----------------- | ------- | ------------------ |
| 22  | Japonia           | M       | Kaoru Mitoma       |
| 23  | Anglia            | P       | Jason Steele       |
| 24  | Turcia            | F       | Ferdi Kadıoğlu     |
| 25  | Paraguay          | M       | Diego Gómez        |
| 26  | Suedia            | M       | Yasin Ayari        |
| 27  | Țările de Jos     | M       | Mats Wieffer       |
| 29  | Belgia            | F       | Maxim De Cuyper    |
| 31  | Paraguay          | A       | Julio Enciso       |
| 32  | Ecuador           | M       | Jeremy Sarmiento   |
| 33  | Danemarca         | M       | Matt O'Riley       |
| 34  | Țările de Jos     | F       | Joël Veltman       |
| 35  | Republica Irlanda | M       | Andrew Moran       |
| 36  | Coasta de Fildeș  | M       | Malick Yalcouyé    |
| 37  | Senegal           | M       | Abdallah Sima      |
| 38  | Canada            | P       | Tom McGill         |
| 40  | Argentina         | M       | Facundo Buonanotte |
| 42  | Italia            | F       | Diego Coppola      |

### Jucători împrumutați
| Nr. |                   | Poziție | Jucător                                                 |
| --- | ----------------- | ------- | ------------------------------------------------------- |
|     | Anglia            | P       | Carl Rushworth (la Coventry City până pe 30 iunie 2026) |
|     | Republica Irlanda | F       | Eiran Cashin (la Birmingham City până pe 30 iunie 2026) |
|     | Ghana             | M       | Ibrahim Osman (la Auxerre până pe 30 iunie 2026)        |

| Nr. |                   | Poziție | Jucător                                            |
| --- | ----------------- | ------- | -------------------------------------------------- |
|     | Coreea de Sud     | M       | Yoon Do-young (la Excelsior până pe 30 iunie 2026) |
|     | Republica Irlanda | A       | Evan Ferguson (la Roma până pe 30 iunie 2026)      |

## Antrenori
| - John Jackson 1901–1905 - Frank Scott-Walford 1905–1908 - Jack Robson 1908–1914 - Charlie Webb 1919–1947 - Tommy Cook 1947 - Don Welsh 1947–1951 - Billy Lane 1951–1961 - George Curtis 1961–1963 - Archie Macaulay 1963–1968 - Freddie Goodwin 1968–1970 - Pat Saward 1970–1973 - Brian Clough 1973 - Peter T. Taylor 1974–1976 - Alan Mullery 1976–1981 | - Mike Bailey 1981–1982 - Jimmy Melia 1982–1983 - Chris Cattlin 1983–1986 - Alan Mullery 1986–1987 - Barry Lloyd 1987–1993 - Liam Brady 1993–1995 - Jimmy Case 1995–1996 - Steve Gritt 1996–1998 - Brian Horton 1998–1999 - Jeff Wood 1999 - Micky Adams 1999–2001 - Peter J. Taylor 2001–2002 - Martin Hinshelwood 2002 - Steve Coppell 2002–2003 | - Mark McGhee 2003–2006 - Dean Wilkins 2006–2008 - Micky Adams 2008–2009 - Russell Slade 2009 - Gus Poyet 2009–2013 - Óscar García 2013–2014 - Sami Hyypiä 2014 - Chris Hughton 2014–2019 - Graham Potter 2019–2022 - Roberto De Zerbi 2022–2024 - Fabian Hürzeler 2024– |